# Skardžius
Skardžius ist ein litauischer männlicher Familienname.

## Herkunft
Der Familienname ist abgeleitet vom litauischen Wort skardus, dt. „hallend“.

## Weibliche Formen
- Skardžiūtė (ledig)
- Skardžiuvienė (verheiratet)

## Namensträger
- Artūras Skardžius (* 1960), Manager und Politiker, Parlamentsvizepräsident